# Amphoe Wat Bot
Amphoe Wat Bot (thailändisch อำเภอวัดโบสถ์) ist ein Landkreis (Amphoe – Verwaltungs-Distrikt) im Norden der Provinz Phitsanulok. Die Provinz Phitsanulok liegt in der Nordregion von Thailand.

## Geographie

### Topographie
Amphoe Wat Bot liegt im Norden der Provinz Phitsanulok innerhalb des Beckens des Mae Nam Nan (Nan-Fluss), der dem Mae Nam Chao Phraya (Chao-Phraya-Fluss) zufließt. Wat Bot wird auch vom Flüsschen Mae Nam Khwae Noi (Thai: แม่น้ำแควน้อย) durchströmt.
Teile des Gebiets von Wat Bot sind Element des Waldschutzgebiets Khwae Noi, das vor kurzem dem Nationalpark Kaeng Chet Khwae eingegliedert wurde.

### Benachbarte Gebiete
Amphoe Wat Bot wird von folgenden Amphoe vom Osten im Uhrzeigersinn gesehen begrenzt: Chat Trakan, Wang Thong, Mueang Phitsanulok und Phrom Phiram in der Provinz Phitsanulok sowie Phichai und Thong Saen Khan in der Provinz Uttaradit.

## Geschichte
Wat Bot wurde am 1. Januar 1948 zunächst als Kleinbezirk (King Amphoe) gebildet, indem das Gebiet vom Amphoe Phrom Phiram abgetrennt wurde. Am 6. Juni 1956 erfolgte die Erhebung zu einem vollen Amphoe. Das heute benutzte Hauptverwaltungsgebäude wurde am 4. Juli 1991 eröffnet.

## Sehenswürdigkeiten
Im Amphoe Wat Bot gibt es 41 aktive buddhistische Tempelanlagen (Wat).

## Verwaltung

### Provinzverwaltung
Amphoe Wat Bot besteht aus sechs Unterbezirken (Tambon), die weiter in 61 Dörfer (Muban) gegliedert sind.
| Nr. | Name       | Thai   | Muban | Einw. |
| --- | ---------- | ------ | ----- | ----- |
| 1.  | Wat Bot    | วัดโบสถ์ | 10    | 8.161 |
| 2.  | Tha Ngam   | ท่างาม  | 13    | 6.309 |
| 3.  | Thothae    | ท้อแท้   | 08    | 6.269 |
| 4.  | Ban Yang   | บ้านยาง | 11    | 6.488 |
| 5.  | Hin Lat    | หินลาด  | 09    | 4.639 |
| 6.  | Khan Chong | คันโช้ง  | 10    | 5.707 |

### Lokalverwaltung
Wat Bot (Thai: เทศบาลตำบลวัดโบสถ์) ist auch der Name einer Kleinstadt (Thesaban Tambon) im Bezirk. Sie besteht aus Teilen der Tambon Wat Bot, Tha Ngam and Thothae.
Außerdem gibt es sechs „Tambon Administrative Organizations“ (TAO, องค์การบริหารส่วนตำบล – Verwaltungs-Organisationen) für die Tambon im Landkreis, die zu keiner Stadt gehören.